# William Ernest Johnson
William Ernest Johnson, född 23 juni 1858, död 14 januari 1931, var en brittisk filosof.
William Ernest Johnson var universitetslärare i Cambridge från 1893. Genom sin logikundervisning kom han att starkt påverka åtskilliga nyare teorier, bland annat John Maynard Keynes sannolikhetsteori, Charlie Dunbar Broads naturfilosofi och John Lairds realism. Johnsons huvudarbete var Logic (3 band, 1921–1924), delar ur ett fjärde band utgavs i Mind 1932).